# Стрельцов, Сергей Владимирович
Серге́й Влади́мирович Стрельцо́в (род. 26 марта 1980 года) — российский учёный-физик, профессор РАН (2016), член-корреспондент РАН (2019).

## Биография
Родился в 1980 году.
В 2003 году окончил Уральский государственный университет.
Доктор физико-математических наук (2014), тема диссертации: «Влияние орбитального и спинового упорядочений на магнитные свойства и кристаллическую структуру многокомпонентных соединений переходных металлов».
Главный научный сотрудник, заведующий лабораторией теории низкоразмерных спиновых систем Института физики металлов имени М. Н. Михеева УрО РАН.
В феврале 2016 года — присвоено почётное учёное звание профессора РАН.
В 2019 году — избран членом-корреспондентом РАН.

## Научная деятельность
Специалист в области теоретического описания сильнокоррелированных электронных систем и вычислительных методов в физике конденсированного состояния.
Автор свыше 100 научных работ. Общий индекс цитирования — около 2000, индекс Хирша — 22 (на 2020 год).
Основные научные результаты:
- разработана теория орбитально-селективного поведения, при котором одна часть d-электронов являются локализованными и участвуют в формировании магнитных моментов, а другая часть коллективизированы. Показано, что такое поведение существенно влияет на электронные и магнитные свойства многих соединений переходных металлов;
- обнаружено, что такие минералы, как пироксены, представляют собой новое семейство мультиферроиков. Теоретически описаны их аномальные магнитные свойства и предложен механизм, объясняющий возникновение спонтанной электрической поляризации;
- предложена концепция эффективного понижения размерности системы за счёт орбитальных степеней. За счёт данного явления соединения с трехмерной кристаллической структурой ведут себя как низкоразмерные магнетики;
- разработано микроскопическое описание аномальных магнитных свойств и механизма химической стабильности под гигантским давлением FeO2 — одного из наиболее вероятных составляющих нижней мантии Земли.

Заведующий лабораторией на кафедре теоретической физики и прикладной математики в Уральском федеральном университете.
Под его руководством защищены 7 дипломных работ и 1 кандидатская диссертация.
Член редколлегии журнала «Journal of superconductivity and novel magnetism» (Springer Nature). Член объединённого учёного совета УрО РАН по физико-техническим наукам.